# Heinrich Hake
Heinrich Hake (* im 15. Jahrhundert; † 14. April 1537) war Domdechant in Münster.

## Leben
Heinrich Hake entstammte dem westfälischen Adelsgeschlecht Hake aus dem Paderborner Land. Er war der Sohn des Johann Hake von Wulfsberg und Rauschenburg (Marschall des Bistums Münster), der 1470 in den Besitz der Wasserburg Rauschenburg kam. Seine Mutter war Adelheid Morrien. Am 7. April 1498 ist Heinrich erstmals als Domherr zu Münster nachweisbar. Er bekleidete das Amt des Vikars in St. Katharina in Haltern bis zu seinem Verzicht am 26. August 1499. Am 23. November 1519 wird Heinrich als Archidiakon zu Stadtlohn urkundlich erwähnt. Er war auch Besitzer der Obedienz Hiddingsel. Nachdem er vom Domkapitel zum Domdechanten gewählt worden war, wurde diese Wahl am 22. Februar 1521 vom Bischof Erich von Sachsen-Lauenburg bestätigt. Dem Domdechant oblag die Leitung des Domkapitels. Während der Zeit der Wiedertäufer verließ Heinrich die Stadt Münster. Er äußerte in seinem Testament am 12. April 1537 den Wunsch, vor dem Altar St. Laurentii im Umgang des Doms zu Münster neben Sander Morrien bestattet zu werden. Heinrich bedachte verschiedene Armenhäuser sowie seine Verwandtschaft mit Zuwendungen. Das Domkapitel erhielt für Memorien eine jährliche Rente von 117 Rheinischen Goldgulden. Mit seiner Magd hatte Heinrich einen Sohn.

## Sonstiges
Heinrich verabreichte den Chorsängern der Domschule während der Fastenzeit je eine halbe Kanne Bier, wenn sie bis zum Agnus Dei im Chor verblieben.